# Герб Белоусово
Герб городского поселения «Город Белоу́сово» Жуковского муниципального района Калужской области Российской Федерации.
Герб утверждён решением № 47 Белоусовской городской Думы 13 января 2000 года.
Герб внесён в Государственный геральдический регистр Российской Федерации с присвоением регистрационного номера № 579 (Решение Геральдического совета при Президенте Российской Федерации А23-2-14/1 от 19.01.2001 г).
Герб разработан при содействии Союза геральдистов России.
Авторы герба: идея — Наталья Смолина (г. Белоусово), Евгений Суздальцев (г. Химки), Константин Моченов (Химки); компьютерный дизайн — Сергей Исаев (Москва); художник — Роберт Маланичев (Москва).

## Описание и обоснование символики
Геральдическое описание (блазон) гласит:
В зелёном поле три серебряных стебля травы „белоус“, один в столб, два по сторонам наподобие венка
В основу герба взято название города Белоусово, произошедшее от травы «белоус», растущей в окрестностях города.
Стебли травы, скомпонованные в «бутон-факел» с пламенеющими концами отражают расположение в городе газораспределительной станции.
Зелёный цвет показывает природу, окружающую город, богатую полями, лесами и лугами. Зелёный цвет также символ изобилия, жизни и возрождения.
серебро в геральдике — символ простоты, совершенства, мудрости, благородства, мира, взаимосотрудничества.